# Varanges
Varanges és un municipi francès, situat al departament de la Costa d'Or i a la regió de Borgonya - Franc Comtat. L'any 2007 tenia 813 habitants.

## Demografia

### Població
El 2007 la població de fet de Varanges era de 813 persones. Hi havia 279 famílies, de les quals 46 eren unipersonals (17 homes vivint sols i 29 dones vivint soles), 75 parelles sense fills, 137 parelles amb fills i 21 famílies monoparentals amb fills.
La població ha evolucionat segons el següent gràfic:
Habitants censats

### Habitatges
El 2007 hi havia 306 habitatges, 286 eren l'habitatge principal de la família, 9 eren segones residències i 11 estaven desocupats. 283 eren cases i 23 eren apartaments. Dels 286 habitatges principals, 258 estaven ocupats pels seus propietaris, 24 estaven llogats i ocupats pels llogaters i 4 estaven cedits a títol gratuït; 1 tenia una cambra, 12 en tenien dues, 29 en tenien tres, 71 en tenien quatre i 172 en tenien cinc o més. 255 habitatges disposaven pel capbaix d'una plaça de pàrquing. A 93 habitatges hi havia un automòbil i a 184 n'hi havia dos o més.

### Piràmide de població
La piràmide de població per edats i sexe el 2009 era:
| Homes | Edats   | Dones |
| ----- | ------- | ----- |
| 0     | 95 o +  | 0     |
| 4     | 90 a 94 | 0     |
| 0     | 85 a 89 | 20    |
| 0     | 80 a 84 | 0     |
| 4     | 75 a 79 | 0     |
| 12    | 70 a 74 | 12    |
| 8     | 65 a 69 | 8     |
| 12    | 60 a 64 | 16    |
| 24    | 55 a 59 | 4     |
| 20    | 50 a 54 | 28    |
| 12    | 45 a 49 | 28    |
| 16    | 40 a 44 | 12    |
| 32    | 35 a 39 | 28    |
| 52    | 30 a 34 | 24    |
| 24    | 25 a 29 | 36    |
| 4     | 20 a 24 | 12    |
| 24    | 15 a 19 | 24    |
| 36    | 10 a 14 | 8     |
| 20    | 5 a 9   | 24    |
| 36    | 0 a 4   | 52    |

## Economia
El 2007 la població en edat de treballar era de 535 persones, 413 eren actives i 122 eren inactives. De les 413 persones actives 385 estaven ocupades (205 homes i 180 dones) i 29 estaven aturades (16 homes i 13 dones). De les 122 persones inactives 50 estaven jubilades, 50 estaven estudiant i 22 estaven classificades com a «altres inactius».

### Ingressos
El 2009 a Varanges hi havia 274 unitats fiscals que integraven 794 persones, la mediana anual d'ingressos fiscals per persona era de 19.521 €.

### Activitats econòmiques
Dels 24 establiments que hi havia el 2007, 1 era d'una empresa alimentària, 1 d'una empresa de fabricació d'altres productes industrials, 11 d'empreses de construcció, 3 d'empreses de comerç i reparació d'automòbils, 1 d'una empresa de transport, 2 d'empreses financeres, 1 d'una empresa immobiliària i 4 d'empreses de serveis.
Dels 7 establiments de servei als particulars que hi havia el 2009, 1 era un paleta, 2 guixaires pintors, 2 fusteries, 1 lampisteria i 1 electricista.
L'únic establiment comercial que hi havia el 2009 era una sabateria.
L'any 2000 a Varanges hi havia 10 explotacions agrícoles que ocupaven un total de 636 hectàrees.

## Equipaments sanitaris i escolars
El 2009 hi havia 1 escola maternal integrada dins d'un grup escolar amb les comunes properes formant una escola dispersa i 1 escola elemental integrada dins d'un grup escolar amb les comunes properes formant una escola dispersa.

## Poblacions més properes
El següent diagrama mostra les poblacions més properes.